# Битлђус Битлђус
Битлђус Битлђус (енгл. Beetlejuice Beetlejuice) је америчка фантастична хорор-комедија из 2024. године, режисера Тима Бертона, према сценарију који су написали Алфред Гоф и Мајлс Милар. Наставак је филма Битлђус (1988). Главне улоге у филму тумаче Мајкл Китон, Винона Рајдер, Кетрин О’Хара, Џастин Теру, Моника Белучи, Џена Ортега и Вилем Дафо. Радња је смештена више од три деценије након првог филма и прати Лидију Диц, сада мајку, која се бори да одржи своју породицу на окупу након губитка, док се Битлђус враћа да је прогони.
Филм је премијерно приказан 28. августа 2024. на Филмском фестивалу у Венецији, док је у америчким биоскопима објављен 6. септембра исте године. Наишао је на углавном позитивне реакције критичара.

## Радња
Тридесет и шест година након догађаја из претходног филма, Лидија Диц је водитељка паранормалног ток-шоуа под називом Кућа духова. Она се отуђила од своје ћерке Астрид након смрти свог бившег мужа и Астридиног оца Ричарда, који је умро у Амазонији. Астрид такође одбија да верује да њена мајка може да види духове. Током снимања једне епизоде, Лидија има халуцинације у којима у публици види Битлђуса, који је пре тридесет шест година покушао да је ожени.
Делија, Лидијина маћеха, обавештава је да је њеног оца Чарлса убила ајкула након што је преживео авионску несрећу. Она, Делија и Астрид путују у Винтер Ривер у Конектикату, на Чарлсову сахрану. Током бдења, Рори, Лидијин дечко и продуцент, тражи од ње се уда за њега на Ноћ вештица, на шта она невољно пристаје. У међувремену, Астрид упознаје локалног младића Џеремија Фрејзера, који је позива да заједно проведу Ноћ вештица.
У оностраном свету, Битлђус, још увек опседнут Лидијом, води канцеларију „био-егзорциста” која се састоји од запослених са смањеним главама. Бивши глумац који је постао детектив у загробном животу, Волф Џексон, обавештава Битлђуса да се његова бивша супруга, култисткиња Делорес Лаферв, поново појавила и започела крвави поход, исисавајући душе мртвих у потрази за њим. Њих двоје су се упознали током епидемије црне смрти у Италији, када је Делорес отровала Битлђуса као део ритуала за бесмртност, након што се удала за њега; он ју је убио пре него што је подлегао отрову.
Астрид открива да је наследила мајчине психичке способности и сазнаје да је Џереми дух; он је убеђује да пође с њим у онострани свет како би му помогла да поврати свој живот. Заузврат, она тамо може да пронађе дух свог оца. Лидија од локалне агенткиње за некретнине сазнаје да је Џереми убио своје родитеље пре двадесет три године и погинуо када је полиција покушала да га ухапси. Лидија невољно призива Битлђуса и потписује брачни уговор у замену за то да је одведе у онострани свет како би спасила Астрид. Битлђус отвара пролаз између два света и прерушава свог главног запосленог, нервозног Боба, у себе као мамац. Волф открива да је Битлђус довео живу особу у онострани свет и креће у потеру за њим. Делорес наилази на Боба у полицијској станици и исисава његову душу док наставља потрагу за Битлђусом.
Док Битлђус и Лидија траже Астрид, Џереми је спроводи кроз бирократију оностраног света, а затим открива своју намеру да размени животе са Астрид. Она је одведена у „Воз душа” како би била послата у Вечна ловишта. Ричард је угледа и почиње да је прати. Лидија спасава Астрид непосредно пре поласка Возa душа. Беже кроз портал до Сатурновог месеца, Титана, где их Ричард спасава од пешчаног црва. Док Битлђус шаље Џеремија у Паклене ватре, Ричард показује Лидији и Астрид како да се врате у свет живих. У међувремену, током опела за Чарлса, Делију уједа пар змија отровница за које јој је било речено да су им извађени очњаци. Она стиже у онострани свет и призива Битлђуса да јој помогне да пронађе Чарлса; он пристаје у замену за помоћ у проналажењу Лидије.
По повратку кући, Астрид се извињава Лидији што није веровала у њене способности. Њих две стижу у цркву на Лидијино и Роријево венчање, али Битлђус прекида церемонију са Делијом. Битлђус убризгава Рорију „серум истине”, приморавајући га да призна да никада није веровао у Лидијине способности и да је само жудео за новцем који она зарађује од емисије. Како венчање почиње, Волф и његови полицајци упадају у цркву, али их Битлђус замрзава. Изненада, појављује се Делорес како би се осветила. Астрид отвара портал и позива пешчаног црва, а Битлђус га наводи да прогута Делорес и Рорија. Астрид открива да је, пошто је Битлђус незаконито довео Лидију у онострани свет, њихов брачни уговор поништен, а Лидија га протерује назад у загробни живот.
Сада одмрзнут, Волф одводи Делију назад у онострани свет, где се поново сусреће са Чарлсом док се спрема да се укрца на Воз душа за Вечна ловишта. Лидија окончава емисију Кућа духова како би више времена проводила са Астрид, али је прогањају ноћне море о Битлђусу.

## Улоге
| Глумац            | Улога          |
| ----------------- | -------------- |
| Мајкл Китон       | Битлђус        |
| Винона Рајдер     | Лидија Диц     |
| Кетрин О’Хара     | Делија Диц     |
| Џена Ортега       | Астрид Диц     |
| Џастин Теру       | Рори           |
| Вилем Дафо        | Волф Џексон    |
| Моника Белучи     | Делорес Лаферв |
| Артур Конти       | Џереми Фрејзер |
| Берн Горман       | отац Дејмијен  |
| Сантијаго Кабрера | Ричард         |
| Ник Келингтон     | Боб            |
| Дени Девито       | домар          |